# Pavel Heermann
Pavel Heermann (asi 1673 Weigmannsdorf, Sasko – 22. července 1732 Drážďany) byl kameník, sochař a spolupracovník svého strýce J. J. Heermanna, u kterého se vyučil stejně jako jeho o tři roky mladší bratr Zachariáš.

## Život a dílo
Stejně jako strýc odchází roku 1693 na sedmiletou studijní cestu do Říma. Zde tvoří malou sošku Herkula, která je signována i datována. Po návratu z Itálie dokončuje práci svého strýce na trójském zámku (1700 – 1703). Roku 1705 se v Drážďanech žení a stává se měšťanem Nového Města. Tohoto roku tvoří výzdobu hlavního oltáře farního kostela Nanebevzetí Panny Marie v Lommatzch, skupinu apoštolů kolem hrobu Panny Marie, dvojici efébských andělů ve spodní etáži a figuru Panny Marie v partii římsy. V Grosser Garten spolupracuje s B. Permoserem a vytváří sousoší Herakla chovajícího malého synka Telepha a sousoší Siléna s malým Dionýsem (1715 – 1725). Pro kostel sv. Tomáše v Lipsku tvoří mezi lety 1721 – 1724 hlavní oltář, ten byl roku 1943 zničen. Jeho významným dílem 20. let 18. století byla pískovcová, figurativní výzdoba portálu bývalého Georghausu v Lipsku tvořená alegoriemi a sv. Jiřím jedoucím na koni. Roku 1725 navrhuje jezdecký pomník a vytesal mramorovou bustu Augusta Silného. Jeho mistrovskými díly jsou drobné, dekorativní dvojice puttů a dva soubory bust, představujících roční doby, mramorová socha Odpočívající Venuše a soubor bust Ročních období pocházející ze zámku Trója.